# Гахокидзе, Михаил Леванович
Михаил Леванович Гахокидзе (1909—1973, по другим данным — 1972) — младший политрук роты 386-й стрелковой дивизии Приморской армии Северо-Кавказского фронта, Герой Советского Союза (1942).

## Биография
Родился 19 апреля 1909 года в селе Кваити ныне Гегечкорского района Грузии в крестьянской семье. По национальности — грузин.
В 1932 году вступил в ряды ВКП(б). В 1936 году окончил рабочий факультет при Тбилисском государственном университете, в 1941 году — партийную школу при ЦК Компартии Грузии.
В июне 1941 года был мобилизован в Красную Армию. В том же году окончил военно-политическое училище Закавказского военного округа. С декабря 1941 года — в действующих частях. Участвовал в боях в составе 386-й стрелковой дивизии Приморской армии Северо-Кавказского фронта. Младший политрук роты.
Войну окончил в звании капитана. Ушёл в запас в 1946 году. Проживал в Тбилиси. Скончался 31 декабря 1973 года.
11 июня 1942 года в бою под Севастополем вместе с тремя бойцами бросился на помощь фланговому стрелковому взводу, положение которого становилось критическим. В результате четвёрка оказалась отрезанной от своей части, но смогла захватить вражеский пулемёт и использовать его против неприятеля. Бойцам удалось уничтожить около семидесяти фашистов, из которых 30 на счету самого Михаила Гахокидзе.
Указом Президиума Верховного Совета СССР «О присвоении звания Героя Советского Союза начальствующему составу Красной Армии» от 20 июня 1942 года за «образцовое выполнение боевых заданий командования на фронте борьбы с немецкими захватчиками и проявленные при этом отвагу и геройство» удостоен звания Героя Советского Союза, вручён орден Ленина и медаль «Золотая Звезда» за номером 714.
Награждён также медалями различного достоинства.